# Paramnesicles
Paramnesicles is een geslacht van rechtvleugeligen uit de familie Chorotypidae. De wetenschappelijke naam van dit geslacht is voor het eerst geldig gepubliceerd in 1974 door Descamps.

## Soorten
Het geslacht Paramnesicles omvat de volgende soorten:
- Paramnesicles buergersi Bolívar, 1925
- Paramnesicles samariensis Descamps, 1974
- Paramnesicles secretus Descamps, 1974